# Pierre Corneille
Pierre Corneille (ur. 6 czerwca 1606 w Rouen, zm. 1 października 1684 w Paryżu) – francuski dramaturg, ojciec klasycystycznej tragedii. Prawnik z wykształcenia, przez 20 lat pełnił urząd rzecznika królewskiego, niebawem jednak wyrzekł się kariery adwokackiej. Krótki czas należał do grupy „Pięciu Autorów”, których obowiązkiem było pisanie sztuk teatralnych na wyznaczony przez ministra (kardynała Richelieu) temat. W ostatnich latach życia usunięty w cień przez J.B. Racine’a (sztuka Corneille’a Tytus i Berenika przegrała w pojedynku z wystawianą w tym samym czasie tragedią Racine’a Berenika) i Moliera.

## Życie prywatne
Brat Pierre’a, Thomas Corneille, był również dramaturgiem. Jego siostrzeńcem był Bernard Fontenelle, filozof i religioznawca. Prawnuczka Pierre’a, Charlotte Corday zasztyletowała podczas kąpieli w wannie Jean Paula Marata. Została oskarżona o morderstwo i zdradę swego kraju, a następnie ścięta.

## Życiorys

### Młodość
Pierre Corneille urodził się 6 czerwca 1606 roku w Rouen w rodzinie mieszczańskiej. Jego dziadek, urzędnik tamtejszego parlamentu w 1584 roku nabył dworek, a ojciec pisarza czternaście lat później kupił posiadłość Petit-Couronne. Rouen było w tym czasie drugim co do wielkości miastem Francji, utrzymującym rozległe stosunki handlowe z zagranicą. Rozkwitowi gospodarczemu towarzyszył ferment kulturalny. Przyszły dramaturg otrzymał solidne wykształcenie w kolegium jezuickim, głównie klasyczne i retoryczne. Za swe łacińskie wiersze zdobył w szkole pierwszą nagrodę literacką. Jezuitom zawdzięczał nie tylko wykształcenie, ale i głęboką, mocno ugruntowaną wiarę. Do końca życia okazywał swym wychowawcom głęboką wdzięczność. Przypuszcza się, że spośród jezuitów wybrał sobie kierownika duchowego. Należał też do Kongregacji Panów (koła dawnych uczniów), która przygotowywała do wstąpienia do Towarzystwa Najświętszego Sakramentu.
W wieku 18 lat złożył przysięgę adwokacką. Cztery lata później, w 1628 roku, dzięki staraniom ojca, został rzecznikiem interesów królewskich przy Urzędzie Wód i Lasów oraz przy Admiralicji. Związane z tymi funkcjami obowiązki urzędowe pełnił do 1650 roku. Po śmierci ojca zaopiekował się bratem. Przez wiele lat mieszkał w Rouen, gdy jego literackie zatrudnienia tego wymagały, zjawiał się w Paryżu, by porozumieć się z aktorami, wydawcami czy pisarzami, nigdy jednak nie pojawił się na salonach. W młodości przeżył nieszczęśliwą miłość do Katarzyny Hue, córki roueńskiego urzędnika, która darzyła go wzajemnością, dała się jednak przekonać rodzinie do poślubienia lepiej sytuowanego młodzieńca. Uczuciu temu młody poeta poświęcił sporo wierszy, których większość pod koniec życia zniszczył. W jednym z nich pisał: miłości moja, matko moich wierszy.

### Wczesna twórczość
Corneille zadebiutował na scenie paryskiej, przyjętą życzliwie komedią intrygi Melita (1630). Od początku swej twórczości związał się z trupą Le Noir-Mondory, która ustaliwszy swą pozycję w Paryżu, przyjęła potem nazwę Théâtre du Marais. W roku następnym wystąpił z tragikomedią Klitander. W kolejnych latach wystawiał liczne komedie: Wdowa (1632), Galeria pałacowa (1633), Subretka (1634), wreszcie Plac królewski (1634). W 1635 roku kardynał Richelieu wprowadził młodego, ale coraz bardziej znanego autora, do Towarzystwa Pięciu Autorów, będącego w zamyśle jego twórcy, swego rodzaju komisją do spraw sceny. Corneille’owi od początku źle układała się współpraca z szefem Towarzystwa, Jeanem Chapelainem. Zakończyło ono żywot w 1638 roku.

### Sukces
Ugruntowawszy swoją pozycję dramaturga, Corneille zdecydował się dać publiczności tragedię w stylu Eurypidesa. Wystawiona w 1635 roku Medea nie odniosła jednak spodziewanego przez dramaturga sukcesu. W następnym roku powrócił więc do twórczości komediowej. Dramatem czarodziejskim Iluzja komiczna (1636), odniósł swój pierwszy, znaczący sukces. Sztuka, za sprawą postaci groteskowego rycerza Matamora, była grana w Paryżu przez kilka dziesiątek lat i obecnie należy do częściej wystawianych utworów pisarza.
Wielkim wydarzeniem okazała się kolejna sztuka, oparta na źródłach hiszpańskich (Guillén de Castro), tragikomedia heroiczna Cyd (1637), która dzięki romantycznej akcji, wzniosłości charakterów, apoteozie honoru i mistrzostwu języka wzbudziła zachwyt publiczności. Równocześnie z uznaniem jednak wywołała również krytykę. Adwersarze zarzucali Corneille’owi naruszenie zasad formalnych i obrazę moralności. Głośny spór o Cyda zakończył się niekorzystnym dla autora werdyktem Akademii Francuskiej. Niemniej w uznaniu jego zasług w 1637 roku król uhonorował Corneille’a tytułem szlacheckim.

### Czas arcydzieł
W 1640 roku po dwuletniej przerwie Corneille powrócił na paryską scenę z Horacjuszem, który nie od razu zdobył uznanie publiczności. W tym czasie po śmierci ojca odziedziczył dom i majątek Val de Hayé. W 1641 roku poślubił Marię de Lampière, pannę z dobrej mieszczańskiej rodziny, która wniosła poecie w posagu senioralną siedzibę Les Andelys i lenno d'Hautville. Ponownej rekuzy poeta uniknął tym razem dzięki wstawiennictwu kardynała Richelieu. Wystawiony w sezonie 1641/1642 Cynna okazał się wspaniałym sukcesem dramaturga. Sukces odniósł również w następnym sezonie dramat religijny Polieukt.

### Okres Regencji
W grudniu 1642 roku zmarł kardynał Richelieu, a w kilka miesięcy później król Ludwik XIII. W sezonie 1643/1644 Corneille wystawił Śmierć Pompejusza, stanowiącą rozrachunek z epoką rządów słabego króla i jego wszechpotężnego ministra. W 1644 odniósł sukces wzorowaną na La verdad sospechosa Alarcona komedią Kłamca. W rok później powrócił do komedii pisząc Ciąg dalszy kłamcy, oparty na sztuce innego dramaturga hiszpańskiego Lopego de Vegi. Nowy minister, kardynał Mazarin, choć nie popierał twórców przyznał Corneille’owi pensję, być może w nadziei, że go pozyska. Dramaturg należał już w tym czasie do czołowych pisarzy Francji. W latach 1644–1648 wydał drukiem swoje dzieła zebrane. Między 1644 a 1647 wystawił trzy tragedie należące do gatunku tragedii grozyː Rodogundę (1644), Teodorę, dziewicę i męczennicę (1645/1646) i Herakliusza (1646/1647). W 1647 roku pisarz uzyskał konieczną ilość głosów i za zgodą kanclerza Séguier otrzymał fotel członka Akademii Francuskiej.

### Lata Frondy
Wybuch wojny domowej w maju 1648, zwanej popularnie Frondą, zastał Corneille’a w obozie królewskim. Był jednym z twórców publikacji Les triomphes de Louis le Juste, który był nie tyle pochwałą sukcesów króla, co jego wiernego ministra. Po uspokojeniu wzburzonych umysłów w sezonie 1649/1650 wielką popularnością cieszył się napisany w 1647 na wzór włoskich feerii, dramat Corneille’a Andromeda. Następny jego utwór, komedia heroiczna Don Sanszo z Aragonii (1650), przyjęty niezwykle przychylnie przez paryską publiczność, został utrącony przez księcia Kondeusza, głównego przeciwnika politycznego Mazarina, i święcić mógł już tryumfy jedynie na prowincji.
W 1650 roku zostali uwięzieni główni przywódcy Frondy. Król zjechał do Rouen i usunął ze stanowisk państwowych zwolenników buntu. Na zwolnione w ten sposób stanowisko pełnomocnego syndyka Stanów Normandzkich został wówczas zamianowany, znany ze swego przywiązania do korony, Corneille. Zmuszony sprzedać swe dotychczasowe urzędy, dramaturg, z uwagi na spadek popytu na stanowiska, odstąpił je prawie za pół ceny, to jest za sześć tysięcy funtów. Objęcie funkcji rządowej stało się przyczyną ataków książąt na pisarza. Nieoczekiwaną łaskę dworu odczuł Corneille tym boleśniej, że wysoko cenił Kondeusza, uważając go za wzór wielkoduszności i nadzieję kraju. Z początkiem 1651 roku więźniowie zostali uwolnieni, a Mazarin wygnany. Niedługo potem, najprawdopodobniej na początku lutego miało premierę jedno z arcydzieł poety: Nikomed (1651). Uwolnieni z więzienia książęta zadbali o swych zwolenników. Corneille utracił swój urząd. Dwór nie interweniował w jego sprawie, ani nie zrekompensował mu poniesionych strat. W wystawionym w sezonie 1651/1652 Perktaricie Corneille ostrzegał księcia Kondeusza przed atakiem na króla. Sztuka została tylko raz wystawiona na scenie. Przepadła z powodu knowań zwolenników księcia.

### Odejście i powrót
Po niepowodzeniu Perktarita  Corneille porzucił na czas dłuższy twórczość dramatyczną i wycofał się na dziewięć lat na prowincję.  Przerabiał w tym czasie O naśladowaniu Chrystusa Tomasza à Kempis na wiersz francuski (druk. 1656), przygotowywał pełne wydanie swoich pism i pracował nad sztuką o bogatej wystawie, nad Złotym runem. W 1658 roku zetknął się z Molierem, którego trupa zawitała do Rouen i zapłonął starczym afektem do aktorki Marquise du Parc, późniejszej kochanki Racine’a. Do Moliera nie zapałał szczególną sympatią, zwalczał go potem gwałtownie po tryumfalnej premierze Szkoły żon.
Dla teatru odzyskał Corneille’a ponownie Fouquet, nadintendent finansów królewskich. Zgodnie z jego życzeniem dramaturg wziął na warsztat historię Edypa. Premiera Edypa miała miejsce w styczniu 1659. Sztuka została entuzjastycznie przyjęta. W 1660 roku Corneille uczcił małżeństwo króla Złotym runem. Oświadczenie króla, że zamierza odtąd rządzić osobiście, przyjął poeta ostrożnie. Nie zareagował też na naglą niełaskę Fouqueta. Możliwe, że pochłaniały go w tym czasie sprawy rodzinne. W 1661 roku przeprowadzał się do Paryża i wydawał córkę za mąż. Nie zaprzestał jednak tworzyć, w lutym 1662 roku wystawił siłami zespołu Marais tragedię Sertoriusz.

### Późniejsze lata
Król, chcąc obłaskawić środowisko literackie, wciągnął, za pośrednictwem Colberta, Corneille’a na listę pisarzy, wynagradzanych z kasy państwowej. Wystawiona w 1663 Sofonisba wywołała spór w środowisku literackim. Ani ten spór, ani wojna teatralna z Molierem nie poderwały autorytetu dramaturga, choć Corneille miał świadomość, że swą aktualną twórczością płynie przeciw fali, że subtelnym gustom nie podoba się tragedia tak różna od modnej wówczas tragedii tkliwej. W 1664 Corneille został uczczony dwutomowym wydaniem in folio. Podobny zaszczyt s[potykał w tym czasie tylko wielkich myślicieli i poetów antyku.
Powróciwszy w 1659 do dramatu, napisał do 1674 r. jeszcze jedenaście utworów teatralnych, w których idąc za upodobaniami ówczesnymi, więcej miejsca zostawiał miłości. Niektóre z nich jak: La toison d’or (1660), są właściwie widowiskami. We współzawodnictwie z Jean Baptiste Racinem uległ stary C. (Tite et Berenice 1670) świetniejszemu artyście. Ostatnim jego utworem dramatycznym jest Suréna (1674). Sędziwe lata poety zatrute były troską o chleb powszedni.

## Charakterystyka twórczości
Dążąc do wzniosłości heroicznej, bohaterom swym często daje wielkość nadludzką, wyposażając też niejedną z postaci kobiecych w męskie raczej rysy. Podporządkowując się wprowadzonym przez teoretyków jednościom miejsca i czasu, przyczynił się do ich utrwalenia. Język jego jest silnie retoryczny. Twórca tragedii psychologicznej we Francji, pozostał wzorem do początków XIX wieku. Swe teoretyczne poglądy na dramat wypowiedział w przedmowach do swych utworów i w trzech pomieszczonych w wydaniu z 1660 r. rozprawach (sam sporządził pierwsze wydanie zbiorowe swych pism w 1660, ostatnie w 1682).
Corneille przyczynił się w dużym stopniu do odrodzenia teatru we Francji; nawiązał do rygorów starożytnej sztuki dramatycznej: jedności czasu, miejsca i akcji oraz konstrukcji opartej na wzajemnych powiązaniach poszczególnych scen. Odwołując się do koncepcji Arystotelesa, wyeliminował kategorię fatum, kładąc nacisk na umysł i wolną wolę człowieka w wytyczaniu własnej drogi.

## Główne dziełoCyd
Największe uznanie przyniosła pisarzowi tragikomedia Cyd, w której autor odstąpił od zasady trzech jedności i która wywołała słynną wojnę na pamflety między zwolennikami a przeciwnikami utworu (spór rozstrzygnęła Akademia kardynała Richelieu). Corneille nawiązał tu do postaci historycznego bohatera hiszpańskiego Don Roderyka Diaza de Vivar, który w XI w., walcząc z Maurami, okrył się chwałą i zyskał przydomek Cyd (Pan).
Ceniony m.in. za walory językowe, płynność dialogu i rym, Cyd tłumaczony był na język polski przez J.A. Morsztyna, L. Osińskiego i S. Wyspiańskiego.

## Dramaty
- Mélite (1629)
- Clitandre ou l’Innocence persécutée (1631)
- La Veuve (1632)
- La Galerie du Palais (1633)
- La Suivante (1634)
- La Place royale (1634)
- Médée (1635)
- L’Illusion comique (1636)
- Le Cid (1637, Cyd, 1704)
- Horace (1640, Horacjusze, 1802)
- Cinna ou la Clémence d’Auguste (1641, Cynna, 1806)
- Polyeucte (1642, Polieukt, 1836)
- La Mort de Pompée (1643)
- Le Menteur (1644)
- Rodogune (1644)
- La Suite du Menteur (1645)
- Théodore (1646)
- Héraclius (1647)
- Don Sanche d’Aragon (1649)
- Andromède (1650)
- Nicomède (1651)
- Pertharite (1651)
- Œdipe (1659)
- La Toison d’or (1660)
- Sertorius (1662)
- Sophonisbe (1663)
- Othon (1664, Otto, 1744)
- Agésilas (1666)
- Attila (1667)
- Tite et Bérénice (1670)
- Psyché (1671)
- Pulchérie (1672)
- Suréna (1674)